# Boucle de lancement
 (février 2018).
Si vous disposez d'ouvrages ou d'articles de référence ou si vous connaissez des sites web de qualité traitant du thème abordé ici, merci de compléter l'article en donnant les références utiles à sa vérifiabilité et en les liant à la section « Notes et références ».

boucle de lancement (pas à l'échelle). Le rouge marque la ligne de déplacement de la boucle elle-même, les lignes bleues sont des câbles fixes.

Une boucle de lancement est un système proposé pour le lancement d'objets en orbite. On peut la décrire simplement comme un câble placé dans une gaine fixée au sol aux deux extrémités mais suspendue au-dessus de l'atmosphère sur la plupart du trajet entre les deux stations. Keith Lofstrom a introduit ce concept en décrivant un câble activement supporté à la manière d'un train à sustentation magnétique sur une longueur de 2000 km à 80 km d'altitude. La gaine de la boucle serait maintenue à cette altitude par le moment cinétique du câble à l’intérieur. Ce câble transfère par ailleurs le poids de la structure sur une paire de roulements magnétiques aux extrémités de la structure. (voir illustration).
Les boucles de lancements telles que présentées dans le document de référence sont des installations conçues et dimensionnées pour lancer des vaisseaux spatiaux d'environ 5 tonnes en orbite terrestre ou au-delà. Le vaisseau est accéléré jusqu'à la vitesse orbitale souhaitée via la partie de la boucle qui se situe hors de l'atmosphère.
Le système est conçu pour être adapté au lancement de vols habités pour le tourisme spatial, l'exploration spatiale et la colonisation de l'espace. D'où la faible accélération annoncée de 3 g.

## Historique
Les boucles de lancement sont décrites par K.Lofstrom en novembre 1981.
En 1982, Paul Birch publie une série de documents dans le journal "Journal of the British Interplanetary Society" où il décrit les anneaux orbitaux. Une forme particulière de ces anneaux correspond à la description d'une boucle de lancement. Il s'agit des "anneaux partiels" notés PORS (Partial orbital ring system).
L'idée est travaillée par la suite plus en détail par Lofstrom autour de 1985. La version étoffée est modifiée pour former un accélérateur magnétique adapté au lancement d'humains dans l'espace. La différence principale est que l'anneau orbital utilise la lévitation par effet supraconducteur (Effet Meissner) alors que les boucles de lancement utilisent la sustentation électromagnétique.

## Description

Boucle de lancement. En vert la gaine de protection (Sheath), en bleu le câble subissant l'accélération (rotor), en violet le système de sustentation électromagnétique. Le câble de retour n'est pas dessiné.

Le modèle proposé dans le document original est le suivant : La structure fait 2 000 km de long et 80 km de haut.
Comme montré sur l'image en introduction le circuit est fermé, la majeure partie est en altitude alors qu'une faible partie du parcours se situe à proximité des stations sol entre 0 et 80 km d'altitude
Le circuit est composé d'une gaine dans laquelle un vide d'air est effectué. Cette gaine contient le rotor (long câble creux de 5 cm de diamètre) en fer. Le rotor est accéléré à 14 km/s pour permettre le fonctionnement.
Bien que l'ensemble de la boucle soit très long (~ 4 000 km), le rotor en lui-même est creux et fin avec 5 cm de diamètre. La gaine le protégeant n'a pas besoin d'être très large non plus.

### Autonomie en l'air
Au repos la boucle est au niveau de la mer. Le rotor doit être accéléré à une vitesse suffisante. Une fois à une vitesse assez élevée le rotor se courbe pour former un arc. La structure est maintenue en l'air par la force du rotor qui cherche à suivre une trajectoire parabolique. Les ancrages forcent la boucle à rester à une altitude de 80 km parallèle à la surface du sol. Une alimentation continue en énergie est requise pour contrebalancer les pertes dans le système. De l’énergie supplémentaire est à ajouter (accélérer encore plus la boucle) si un véhicule doit être envoyé.

### Lancement de charges utiles
Pour lancer un véhicule, celui-ci doit être monté sur un ascenseur partant du sol du côté de la station 'A' et allant vers l'altitude maximale de la boucle du côté de la station A. Une fois arrivé, le vaisseau est placé sur la gaine qui lui servira de guide. L'appareil applique un champ magnétique à travers la gaine ce qui a pour effet de créer des courants de Foucault dans le rotor qui est en mouvement rapide. Ces courants entrainent le vaisseau dans la direction du rotor avec une accélération recherchée de 3 g (~30 m/s²). Une fois arrivé à la vitesse orbitale requise le vaisseau quitte la boucle de lancement et adopte une orbite basse décrite par les lois de Kepler.
Si une orbite circulaire et stable est requise il est impératif pour le vaisseau de circulariser son orbite une fois que celui-ci aura atteinte le point le plus haut de sa trajectoire (apogée). Si ce n'est pas le cas, le vaisseau aura une orbite elliptique dont le point le plus bas (perigée) se situera à 80 km d'altitude ce qui dégradera son orbite et le fera se désintégrer dans l'atmosphère. Pour circulariser l'orbite le vaisseau n'a d'autres choix que d'appliquer une poussée à l'aide de moteurs ioniques ou moteurs fusées selon les besoins.
La technique des courants de Foucault est compacte, légère et puissante. Cependant elle n'a pas un bon rendement. En effet, à chaque tir la température du rotor augmente de 80 °C à cause des dissipations thermiques des courants générés. Si les tirs sont trop fréquents le rotor peut dépasser 770 °C ; température à laquelle le fer perd ses propriétés ferromagnétiques par transition de Curie provoquant la perte du contrôle du rotor.

### Capacités
Les orbites complètes avec un périgée de 80 km se dégradent rapidement et finissent par provoquer la rentrée atmosphérique du vaisseau. Il n'est pas possible de réaliser une mise en orbite circulaire en utilisant exclusivement la boucle de lancement décrite plus haut. Il est cependant envisageable d'envoyer sur des trajectoires de libération, de réaliser de l’assistance gravitationnelle en visant le voisinage de la Lune ou même d'envisager de placer des objets sur les points troyens.
Pour accéder à des orbites circulaires à l'aide des boucles de lancement il est nécessaire d'utiliser un moteur d'appoint inclus dans la charge utile. Ce moteur serait mis à feu une fois la charge utile à son apogée ce qui aura pour effet d'élever le périgée et éventuellement de circulariser l'orbite. Pour une insertion en orbite géostationnaire le moteur doit apporter un delta-v de 1.6 km/s. Pour la circularisation en orbite basse à 300 km d'altitude le delta-v requis est de seulement 65 m/s. Ceci est à comparer au delta-v total que doivent fournir les fusées lorsqu'elles assurent l'ensemble de la mise en orbite de nos jours. Pour l'orbite basse on a besoin d'environ 10 km/s et 14 km/s pour l'orbite géostationnaire.
Dans les plans de Lofstrom les boucles sont placées près de l'équateur et ne peuvent que tirer sur orbite équatoriale (inclinaison orbitale de 0°). L'accès aux autres plans orbitaux peut être rendu possible par des influences voulues de la Lune, de la traînée atmosphérique ou de manœuvres à l'aide de moteurs à haute altitude.
Le taux de lancement est dans l'absolu limité à 80/hr par la montée en température du rotor et le taux auquel celui-ci se refroidit. Tirer aussi souvent demande néanmoins une centrale électrique capable de générer 17 GW de puissance. Une station plus modeste de 500 MW est suffisante pour tirer 35 véhicules de 5 tonnes par jour. Soit l'équivalent de 3 tirs de Falcon Heavy par jour. Falcon Heavy étant la fusée la plus puissante actuellement en production (60 tonnes en orbite basse par tir).

### Économie
Pour être économiquement viable, il faut trouver des clients avec un besoin assez important de mise en orbite de charges utiles.
Lofstrom estime qu'une première réalisation de la boucle de lancement coûtant autour de 10 milliards de dollars avec un retour sur investissement d'un an peut lancer autour de 40 000 tonnes par an avec un prix de mise en orbite de 300 $/kg. Avec un investissement initial de 30 milliards de dollars, la capacité de lancement passe à 6 millions de tonnes/an avec un retour sur investissement au bout de 5 ans. Le prix du lancement descend, à ce moment-là, à 3 $/kg.

## Comparaisons

### Avantages des boucles de lancement
Par rapport aux ascenseurs spatiaux, aucun nouveau matériau aux propriétés mécaniques nouvelles n'est requis puisque la structure supporte son propre poids avec l’énergie cinétique du rotor en mouvement et non par résistance mécanique (en effet, si le rotor s’arrête, la boucle redescend sur Terre).
Les boucles de Lofstrom sont supposées tirer à rythme élevé (plusieurs par heure, indépendamment de la météo) et sans pollution. Les fusées génèrent de la pollution selon les ergols utilisés (nitrates, gaz à effets de serre, alumine...). Les boucles utilisant de l’énergie électrique peuvent être propres si elles sont alimentées par de l'énergie verte (géothermique, solaire, nucléaire...). La source d’énergie n'a pas besoin d'être constante car l’électricité est stockée dans des réserves massives requises pour son fonctionnement. 
Contrairement aux ascenseurs spatiaux qui doivent traverser la ceinture de Van Allen pendant plusieurs jours les boucles de lancement peuvent envoyer les passagers en orbite basse sans passer à travers les ceintures ou alors si besoin les faire traverser cette région dangereuse en quelques heures comme l'ont fait les astronautes des missions Apollo. Ces derniers ont été exposés à une dose de radiation 200 fois inférieure à celle que subirait un équipage dans un ascenseur.
Contrairement aux ascenseurs spatiaux qui sont soumis aux risques des débris spatiaux et des micro-météorites sur toute leur longueur les boucles sont à une altitude où les orbites ne sont pas stables à cause de la faible atmosphère terrestre qui s'étend encore sous la forme d'un gaz diffus. Vu que les débris ne restent pas longtemps à ces altitudes la probabilité de collision est faible. Au contraire, la rupture d'un ascenseur est estimée avoir lieu quelques années après sa mise en place à cause de l'usure provoquée par les micro-météorites. De plus, en cas d'accident les boucles orbitales ne sont pas une source significative de débris orbitaux. Tous les débris générés en supposant la rupture de la gaine ont des vitesses suffisantes pour échapper la gravité terrestre ou ont une trajectoire qui les mène dans l'atmosphère.
Les boucles de lancement sont prévues pour le transport humain, d'où le choix d'une accélération de 3 g qui peut être supportée par la plupart des gens tout en étant un moyen rapide comparé aux ascenseurs.
Les boucles de lancement seraient silencieuses en fonctionnement à la différence des tirs de fusées.
Enfin, leur faible charge et les coûts sont compatibles avec le tourisme spatial à grande échelle et même la colonisation de l'espace.
| Méthode              | Pollution minimale                                    | Cout initial (en milliards$) | Coût du tir $/kg | Fréquence de tir tonnes/jour |
| -------------------- | ----------------------------------------------------- | ---------------------------- | ---------------- | ---------------------------- |
| Anneau orbital       | Virtuellement nulle                                   | 30                           | ~0.05            | ?                            |
| Boucle de lancement  | Virtuellement nulle                                   | 30                           | 300 à 3          | 175                          |
| Ascenseurs           | Virtuellement nulle                                   | ?                            | -                | ?                            |
| fusées réutilisables | Gaz de combustion + débris                            | -                            | ~2000            | ?                            |
| fusées classiques    | Gaz de combustion + débris + étages non réutilisables | -                            | ~20000           | ?                            |

### Les difficultés
Pour des raisons de mécanique orbitale et de sécurité ces boucles sont à installer au-dessus d'un océan à proximité de l’équateur et loin des habitations.

#### Environnement

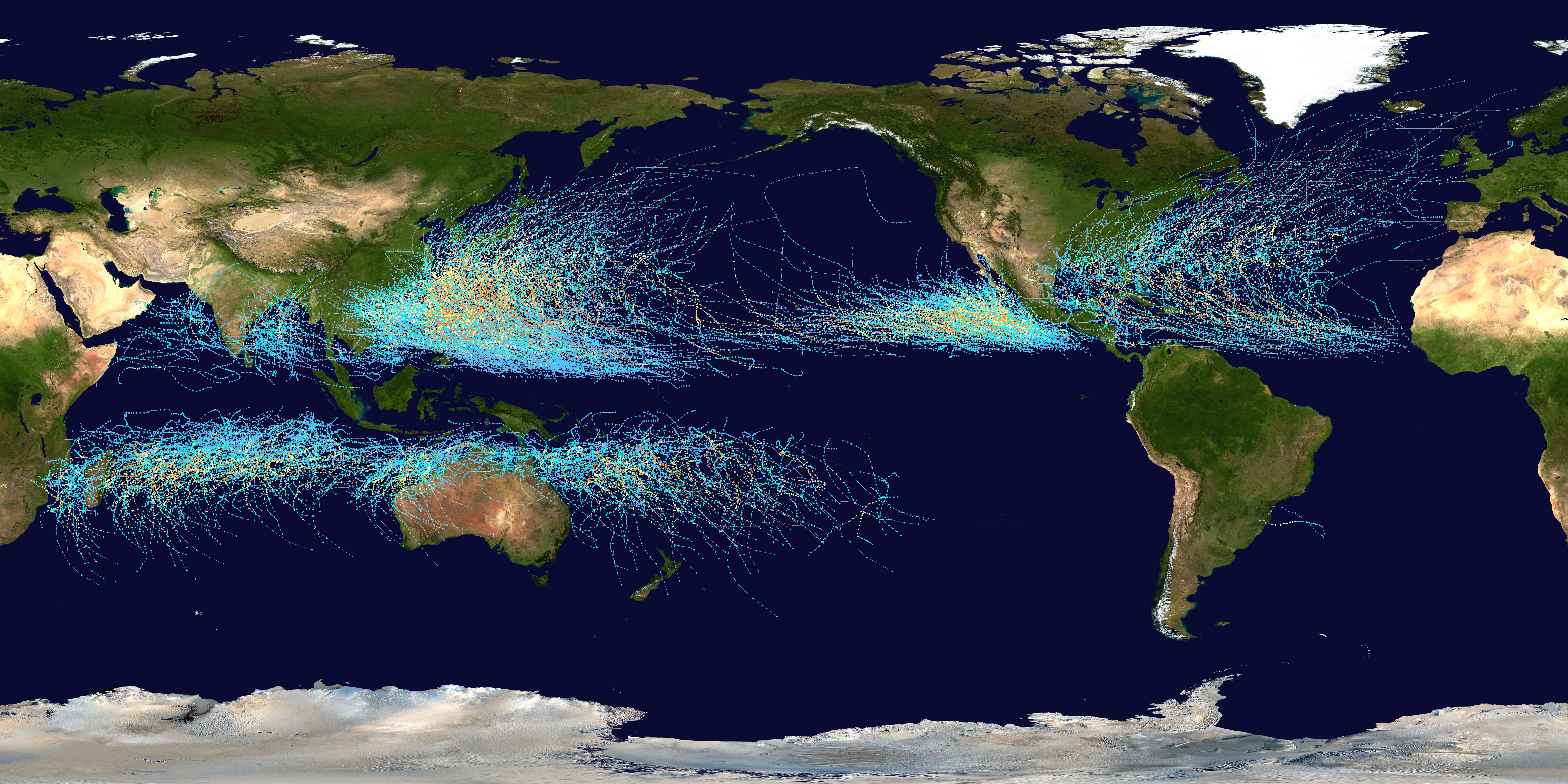
Chemins suivis par les cyclones tropicaux de 1985 à 2005. Pour plus de détails voir l'article "Cyclogénèse tropicale". Des emplacements pour les boucles de lancement sont de part et d'autre de l'équateur dans le Pacifique et au sud dans l'Atlantique.

La structure traverse la basse atmosphère à ses extrémités. Ainsi, il convient de se poser la question de l'influence du climat sur son intégrité. L'emplacement retenu serait loin des zones fréquemment balayées par les cyclones et tempêtes tropicales.

#### Stabilité
Le concept publié demande un contrôle électronique de la lévitation magnétique pour minimiser la dissipation énergétique et pour stabiliser le câble.
Les deux principaux points d'instabilité sont le redressement des sections de câble et la stabilisation du rotor.
Un asservissement du contrôle de la sustentation magnétique est indispensable étant donné qu'il s'agit d'un système physique en équilibre instable.
Les sections de câble partagent également ce problème, même si les forces sont beaucoup plus faibles. Toutefois, l'instabilité est toujours un souci car l'ensemble cables-supports/gaine/rotor peut subir des méandres en modes oscillatoires. Ces derniers montent en amplitude sans limite. Lofstrom estime que cette instabilité peut aussi être contrôlée en temps réel par des servo-mécanismes, bien que cela n'ait jamais été tenté.

#### Sécurité
Une boucle en fonctionnement contient une énorme énergie sous forme cinétique. Avec une forte redondance des suspensions magnétiques la défaillance de petites sections ne devrait pas avoir d'effets majeurs. En cas de défaillance majeure l’énergie qui serait libérée par la boucle serait de 1,5 petajoules ou 350 kilotonnes d'équivalent TNT ou une explosion atomique (sans les radiations).  
Bien que ce soit une grande quantité d'énergie, il est peu probable que cela détruise une grande partie de la structure à cause de sa très grande taille et du fait que l'énergie sera libérée volontairement au-dessus de l'océan vaporisant 400000 m3 d'eau salée. Des contre-mesures comme des parachutes doivent néanmoins être mis en place pour limiter les dégâts lors de la chute du câble.